# Henri Perregaux
Pour les articles homonymes, voir Perregaux.
Henri Perregaux, né Mathieu-Henri à Lausanne le 14 octobre 1785 et mort ibidem le 27 janvier 1850, est un architecte suisse.

## Biographie
Protestant, bourgeois des Geneveys-sur-Coffrane, de Corcelles-Cormondrèche, de Valangin et de Lausanne, il est le fils de l'orfèvre et architecte Alexandre Perregaux et de Jeanne Catherine Maisonny. Il épouse en 1828 Annette-Adélaïde-Antonie (dite Adèle) Müller.
Henri Perregaux suit une formation d'architecte, probablement auprès de son père, puis devient l’architecte quasi-attitré de l'État de Vaud, mais n’a jamais occupé de poste important dans l'administration lausannoise ou vaudoise. Entre 1814 et 1818, il est cependant nommé inspecteur des bâtiments pour les édifices lausannois appartenant à l’État. Entre 1826 et 1834, il est membre de la commission des ponts et chaussées. Son style architectural se caractérise par un néoclassicisme aux formes sobres et épurées. Il restaure et transforme la cathédrale de Lausanne, élabore des plans d'églises (neuf réformées et six catholiques), construit des hôtels de ville, des prisons de district, près de trente écoles, ainsi que de nombreuses demeures particulières.
Libéral, il siège au Conseil communal de Lausanne entre 1815 et 1832 et au Conseil municipal entre 1815 et 1833. Il se présente en outre aux élections du Grand Conseil en 1828 mais ne sera pas élu. Henri Perregaux est de plus franc-maçon, membre de l'Abbaye de l'Arc et cofondateur du Cercle littéraire de Lausanne en 1819.
En 1821, Perregaux est signalé comme franc-maçon, de la Loge de la Cordialité, à l'Orient de Lausanne.      

## Réalisations

### Restaurations monumentales

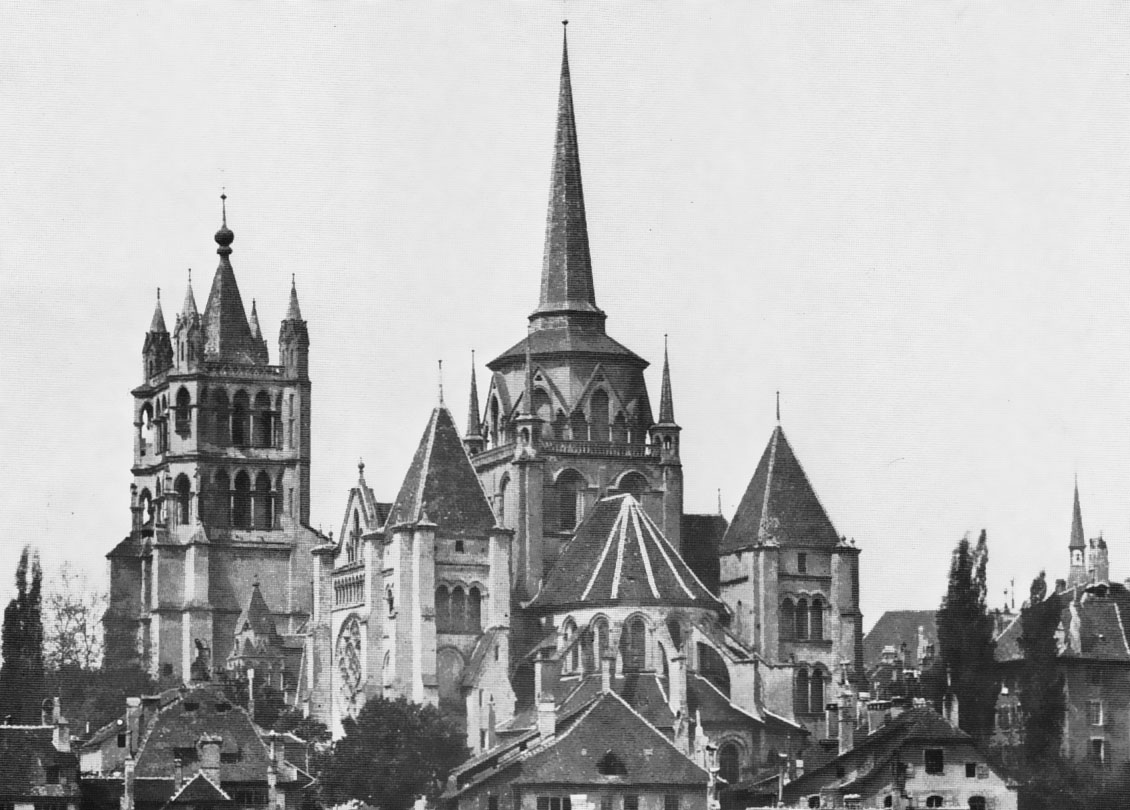
La flèche Perregaux de la cathédrale de Lausanne en 1873.

- Lausanne, cathédrale (multiples campagnes de travaux entre 1810 et 1835, dont la reconstruction après incendie de la tour-lanterne, 1825-1827, et la suppression du jubé du XIIIe siècle en 1827). Selon l'architecte français Eugène Viollet-le-Duc qui conçoit une nouvelle flèche en 1872, la flèche de Perregaux présente plusieurs défauts, son poids étant mal réparti et portant sur la voûte[6].
- Moudon, église Saint-Étienne (1837-1841).
- Lausanne, aménagements du château Saint-Maire entre 1814 et 1815, avec construction de la conciergerie annexe[7].

### Églises
Protestantes :
Lausanne, ancienne église allemande de la Mercerie (1810). – Bex (1813-1814). – Trélex (1813) [projet non réalisé] – Les Charbonnières (1834). – La Sarraz (1835-1837). – Forel (Lavaux) (1838) – La Praz (1840) – Mont-sur-Rolle (1840-1843) – Huémoz (1841).
Catholiques :
Lausanne, Notre-Dame du Valentin, église catholique (1829-1831). – Yverdon-les-Bains, église catholique (1838). – Bottens, église catholique (néogothique, 1842) – Morges, église catholique (néogothique, 1842-1844) – Assens, église catholique (1842-1845) – Poliez-Pittet (1846) [projet non réalisé].
Précisons que l'église catholique Notre-Dame du Valentin (1832), néo-classique, a été élevée au rang de basilique en 1992 par le pape Jean-Paul II. C’est le plus grand sanctuaire catholique sur les dix que compte Lausanne,.

### Hospices
Grand-Saint-Bernard (surélévation, 1822-1823). – Simplon (construction 1826-1832).

### Tribunaux, prisons, casernes et arsenaux
Lausanne, tribunal d’appel (1830-1835). – Tribunaux de district (1837-1839, aménagés dans des bâtiments existants). – Prisons de district, dont Château-d'Œx (1841) et Morges (1844).
Lausanne, casernes de la place du Château (rénovation en 1834-1835 d’un bâtiment plus ancien déjà transformé par son père, Alexandre Perregaux, en 1804-1807).
Arsenaux de Morges (1836-1839) et de Moudon (1836-1839).    

### Thermalisme
Pompaples (Saint-Loup), pavillon des bains (1815) – Yverdon-les-Bains, pavillon des bains (1829) – Lavey-les-Bains, plusieurs projets importants, non exécutés (1833-1835).

### Hôtels de ville
Morges, voir aussi grenette et casino (1822-1827). – Thonon-les-Bains (1822-1823). – Moudon (1838-1841) ,.

### Écoles (classées par types)
Gollion (1839). – Lausanne (Chalet à Gobet) (1829-1831). – Ollon (1835). – Bursinel (1838). – Curtilles (1838). – Vufflens-la-Ville (1839). – Penthalaz (1838-1841). – Cottens (1842). – Moulins de Château d'Oex (1842) – Saint-Livres (1843). – Dommartin (1844-1845). – Corcelles-près-Payerne (1843).
Villars-le-Terroir (1837-1841). – Penthaz (1833-1838). – Avenches (1836-1837). – Ballens (1843-1844). – Baulmes (1836). – Trey (1845).
Grandson (Les Tuileries) (1837-1838). – Sédeilles (1841). – Lovatens (1841). – Lucens (1841-1842). – Vufflens-le-Château (1842). – Bière (1842-1844). – Bottens (1845-1846).
Payerne, école des filles (1835). – Aubonne (1839). – Morges, école des filles (1845). – Lausanne, Ancienne Académie (transformations, 1843).

### Édifices de plaisance: Abbaye de l’Arc et casino
Lausanne, Abbaye de l'Arc (1813-1814). – Lausanne, casino de Derrière-Bourg (1823-1824). – Morges, grenette et casino : voir aussi hôtels de ville (1822-1827).

### Maisons d’habitation
Nombreuses cures, immeubles de rapport, établissements agricoles et viticoles, maisons de campagne dont, à Lausanne, la villa Sainte-Luce, et la campagne de Mon-Repos, qu'il a rénovée à la demande de Vincent Perdonnet.

### Manuscrits autographes
Liste des œuvres bâties d'Alexandre Perregaux et Henri Perregaux, ainsi qu'un mémoire de synthèse, intitulé « De l’architecture dans le canton de Vaud » (1844-1845) (intégralement publiés).

## Citation
Henri Perregaux est présent en tant que PNJ dans le jeu-vidéo "Lausanne 1830: histoires de registres" développé en 2022 par l'EPFL. Il est trouvable devant le casino de derrière-bourg.

## Galerie

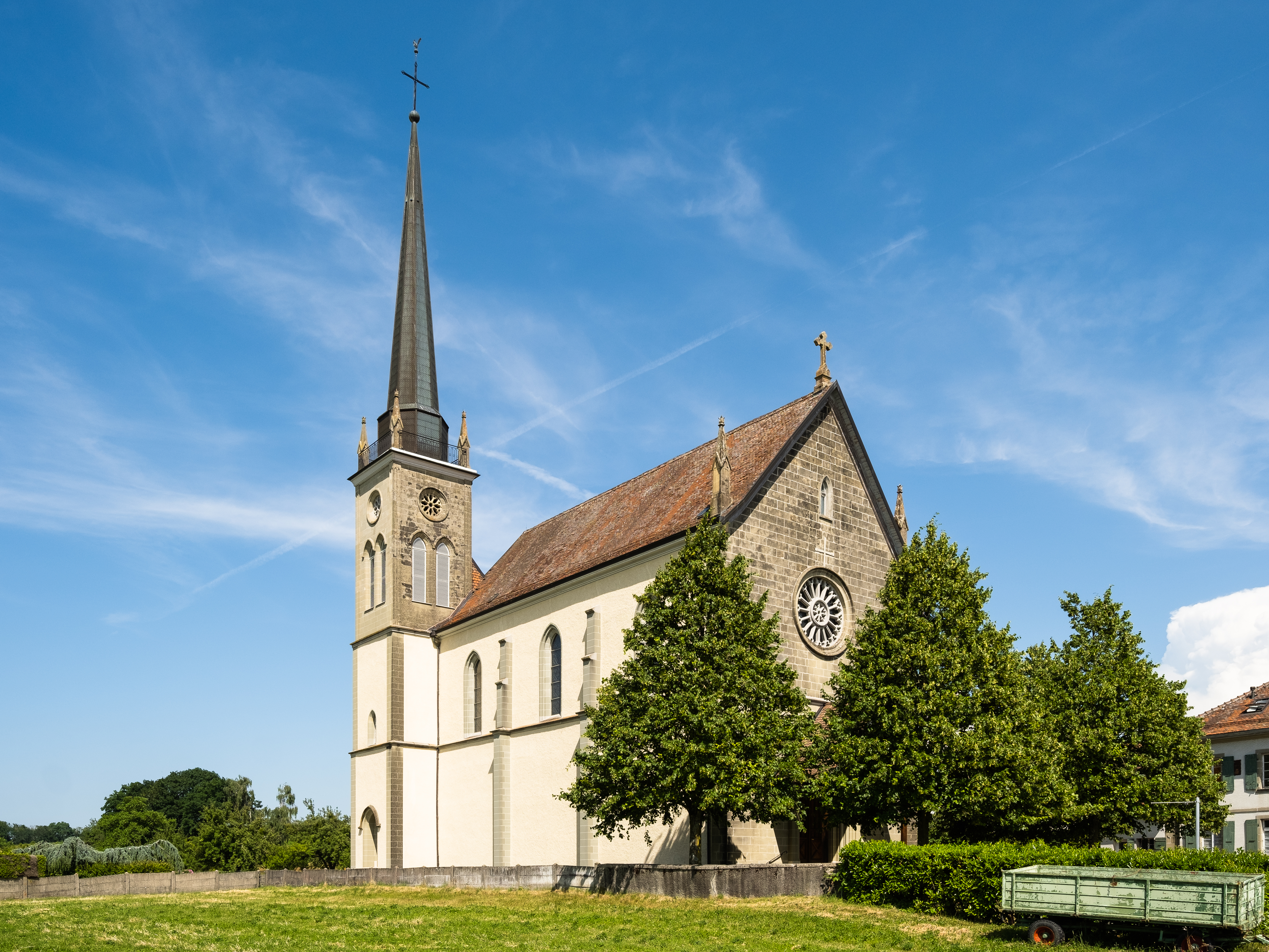
L'église de Bottens.
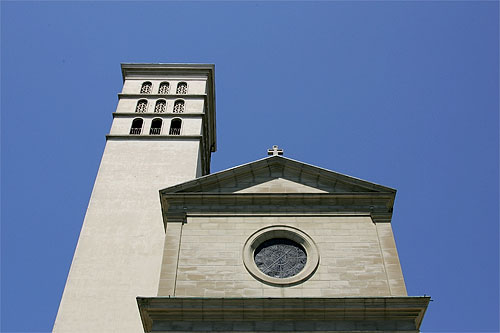
La basilique Notre-Dame du Valentin, à Lausanne.
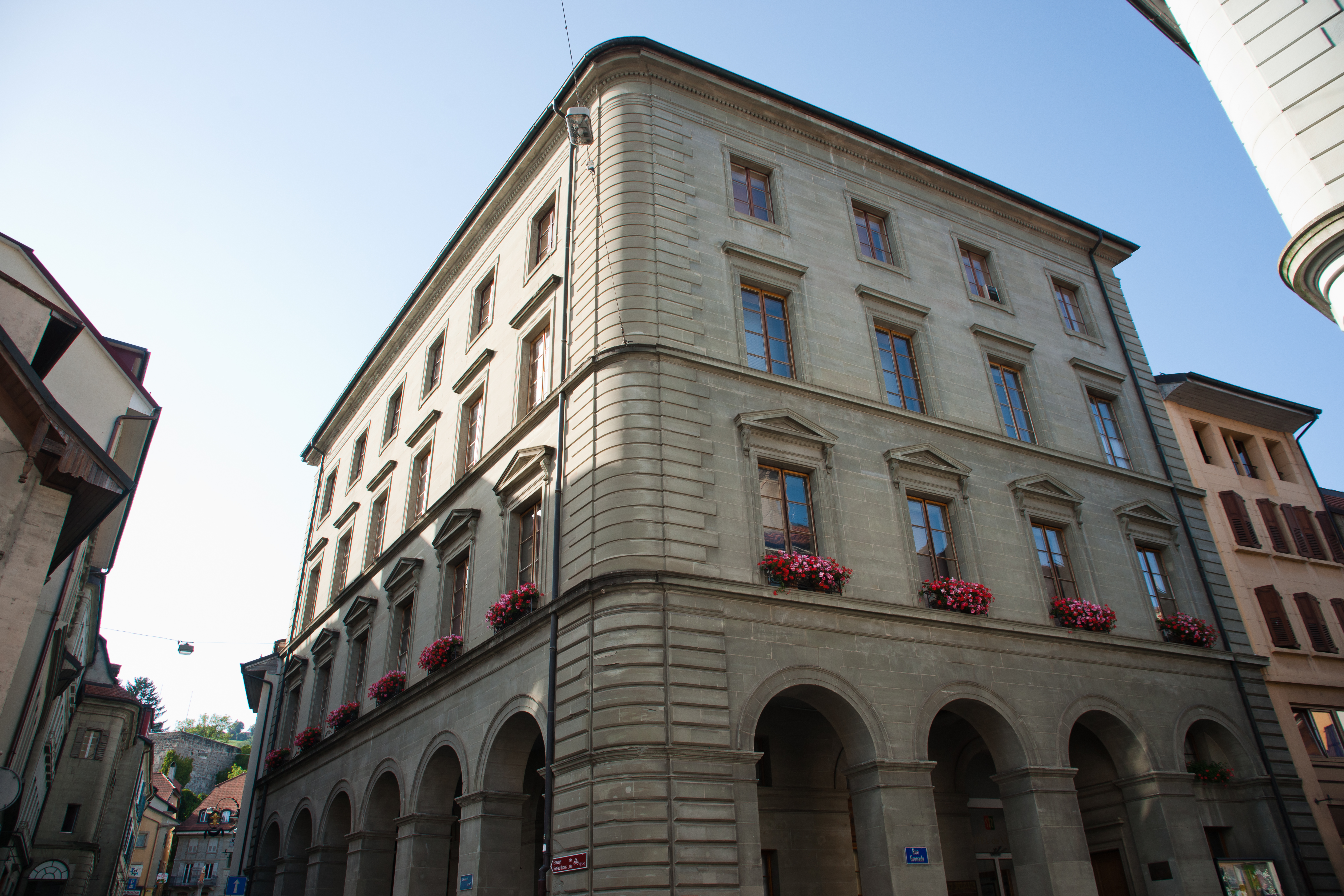
L'hôtel de ville de Moudon.